# Elophila monetalis
Elophila monetalis is een vlinder uit de familie van de grasmotten (Crambidae), uit de onderfamilie van de Acentropinae. De wetenschappelijke naam van deze soort is voor het eerst gepubliceerd in 1880 door Pieter Snellen.
De soort komt voor in Indonesië (Sulawesi).